# Бушевко (Великопольське воєводство)
Бушевко (пол. Buszewko) — село в Польщі, у гміні Пневи Шамотульського повіту Великопольського воєводства. Населення — 170 осіб (2011).

## Демографія
Демографічна структура станом на 31 березня 2011 року:
|          | Загалом | Допрацездатний вік | Працездатний вік | Постпрацездатний вік |
| -------- | ------- | ------------------ | ---------------- | -------------------- |
| Чоловіки | 84      | 16                 | 63               | 5                    |
| Жінки    | 86      | 25                 | 46               | 15                   |
| Разом    | 170     | 41                 | 109              | 20                   |